# 墨流軒
墨流軒（ぼくりゅうけん、生没年不詳）とは、江戸時代の浮世絵師。

## 来歴
師系・経歴は一切不明。ボストン美術館所蔵の「立姿美人図」（紙本着色）に「墨流軒筆」の落款と「非木」の印章があり、これによりこの絵の作者として知られるのみである。「立姿美人図」は遊女や虚無僧の全身像を12枚の紙にそれぞれ描いたもので、享保の頃の作とされる。この12枚の絵は全て「まくり」（表装の無い本紙だけの状態）となっており、もとは屏風に貼られた絵だったのではないかといわれている。画風は東川堂里風に通じるものがあるという。